# Joseph Pulitzer
Joseph Pulitzer (ur. 10 kwietnia 1847 w Makó na Węgrzech, zm. 29 października 1911 w Charleston w Karolinie Południowej) – amerykański dziennikarz i wydawca. Pochodził z rodziny węgierskich Żydów.

## Życiorys
W 1864 wyemigrował do Stanów Zjednoczonych. Brał udział w wojnie secesyjnej po stronie Unii. Zaciągnął się do 1 Pułku Kawalerii Nowojorskiej pod dowództwem Philipa Henry'ego Sheridana. Wybrał tę jednostkę, ponieważ służyło w niej dużo Niemców, zaś Pulitzer nie mówił wówczas po angielsku.
Po wojnie osiadł w St. Louis w stanie Missouri, gdzie imał się różnych zajęć. Był poganiaczem mułów, później pracował jako kelner w słynnej wówczas restauracji Tony Faust. Kiedy wziął udział w oszukańczej rekrutacji do pracy na plantacji cukru w Luizjanie, opisał historię oszustwa i zaniósł artykuł do miejscowej gazety Westliche Post. Był to jego pierwszy opublikowany artykuł. W roku 1868 został przyjęty do redakcji na pełny etat, na początku lat 70. został jej redaktorem naczelnym.
14 grudnia 1869 roku wstąpił do Partii Republikańskiej. Został wybrany do Missouri State Assembly. W wyborach prezydenckich w 1872 wspierał Horace’a Greeleya w walce z Ulyssesem Grantem.
W 1872 roku kupił gazety St. Louis Dispatch i St. Louis Post. Połączył je w jeden tytuł i od 1878 wydawał w St. Louis Post Dispatch, zaś od 1883 nowojorski dziennik The World.
Na przełomie lat 80. i 90. XIX wieku zrezygnował z członkostwa Partii Republikańskiej i przeszedł do Partii Demokratycznej. W 1884 roku został wybrany do Izby Reprezentantów USA z okręgu Nowego Jorku jako demokrata. Zrezygnował ze stanowiska w roku 1886 i skupił się tylko na dziennikarstwie.
W 1895 roku William Randolph Hearst kupił gazetę New York Journal. Między oboma wydawcami rozpoczęła się ostra konkurencja o pozycję lidera na dziennikarskim rynku. W pogoni za wynikami gazety Pulitzera i Hearsta publikowały sensacyjne, często niesprawdzone lub wręcz zmyślone informacje. Wojna między wydawcami nazwana została żółtym dziennikarstwem, od komiksowej postaci Yellow Kid, która pojawiała się na łamach obu gazet. Pulitzer wycofał się z wyścigu z Hearstem w 1898 roku.
W 1903 założył szkołę dziennikarską przy Columbia University.
Fundator słynnej nagrody swojego imienia, przyznawanej od 1917 w takich dziedzinach jak dziennikarstwo, literatura oraz muzyka.
Nagrodę otrzymują głównie amerykańscy dziennikarze, pisarze, poeci i dramaturdzy.
Przyczynił się do zbudowania Statui Wolności na wyspie Liberty Island w Nowym Jorku, przeznaczając własne środki na ten cel, jak też organizując wielką, obejmującą cały kraj, zbiórkę pieniędzy.
W 1989 roku upamiętniono jego nazwisko w alei sław w Saint Louis: St. Louis Walk of Fame.